# Семёновка (Калачеевский район)
Семёновка — село в Калачеевском районе Воронежской области.
Административный центр Семёновского сельского поселения.
На территории Семёновского сельского поселения располагаются четыре населённых пункта: село Семёновка, хутор Морозовка, хутор Россоховатое, село Пирогово.
Село Семёновка основано во второй половине XVIII века крестьянами-малороссами, подданными помещиков Воронцовых.
По данным 1858 г. было 258 дворов с населением 1570 человека. Село являлось центром Семеновской волости Павловского уезда.
В начале 20-х годов в ходе изменения административного деления уездов Семеновская волость переходит из Павловского уезда в Калачеевский уезд.

## Население
| 1859 | 1897  | 2010 |
| ---- | ----- | ---- |
| 1570 | ↗1581 | ↘666 |

## Улицы
- ул. 1 Мая,
- ул. Гагарина,
- ул. Ленина,
- ул. Мира,
- ул. Молодёжная,
- ул. Рассвет,
- ул. Шевченко.